# Mesechites repens
Mesechites repens là một loài thực vật có hoa trong họ La bố ma. Loài này được (Jacq.) Miers mô tả khoa học đầu tiên năm 1878.